# Emarginula gabensis
Emarginula gabensis is een slakkensoort uit de familie van de Fissurellidae. De wetenschappelijke naam van de soort is voor het eerst geldig gepubliceerd in 1962 door Gabriel.